# Blockerat spår
Blockerat spår är en svensk svartvit dramafilm från 1955 i regi av Torgny Wickman. I rollerna ses bland ndra Alf Kjellin, Lars Ekborg och Catherine Berg.

## Om filmen
Inspelningen ägde rum mellan den 20 december 1954 och 7 februari 1955 i Stockholm. Producent var Otto Scheutz, manusförfattare Volodja Semitjov och fotograf Rune Ericson. Originalmusik komponerades av Simon Brehm och filmen klipptes samman av Carl-Olov Skeppstedt. Den premiärvisades 30 juli 1955 på biografen Olympia i Stockholm. Den var 75 minuter lång och tillåten från 15 år.

## Handling
Ett tåg blir stående på grund av en trafikolycka.

## Rollista
- Alf Kjellin – filmskådespelaren
- Lars Ekborg – Benkan
- Catherine Berg – Lilly
- Torsten Lilliecrona – Torsten, skådespelare
- Sune Mangs – Heikki
- Guy de la Berg – Sören
- Åke Jörnfalk – Charlie
- Bo Montelius – Fimpen
- Hans Bergström – Ossian, kallad Osis
- Birger Lensander – Myrberg
- Karin Miller – Ingegerd, anställd på fiket

Ej krediterade
- Astrid Hafstad – Ossians mor
- Hans Dahlberg – mannen i regnrocken
- Otto Scheutz – mannen som lämnar kapellet
- Hanny Schedin – hans fru
- Torgny Wickman – predikanten
- Bengt Norde – biografvaktmästaren
- Henry Lindblom – journalist utanför fiket
- Karl-Erik Forsgårdh – hemvärnsman utanför fiket
- Torsten Meurling – hemvärnsman utanför fiket
- Per Appelberg – assistent i kapellet
- Inger Axö	– Kerstin, flicka på tåget
- Yvonne Axö – flicka på tåget
- Göte Holmberg – konduktören
- Maj-Britt Lindberg – kvinna i tågkorridoren
- Karl-Erik Stark – arbetare på röjningsplatsen
- Carl Björkman	– stinsen
- Nils Beyer – Nilsson, stationsexpeditören
- Gunnar Emthe – järnvägsarbetare på stinsexpeditionen
- Valle Danielsson – hemvärnsman
- Ninni Arpe – kvinnan utanför caféet
- Eva Östman	Eva, flickan utanför fiket
- John Ivar Deckner	– dansare i drömsekvensen
- Anita Hardley	dansare i drömsekvensen
- Överfurir Samuelsson – hemvärnsman

### Fotnoter
1. 1 2 3  ”Blockerat spår”. Svensk Filmdatabas. http://sfi.se/sv/svensk-filmdatabas/Item/?itemid=4458&type=MOVIE&iv=Basic&ref=/templates/SwedishFilmSearchResult.aspx?id%3d1225%26epslanguage%3dsv%26searchword%3dblockerat+sp%C3%A5r%26type%3dMovieTitle%26match%3dBegin%26page%3d1%26prom%3dFalse. Läst 10 april 2013.